# John Stratton
John Stratton (ang. Stratton) – brytyjski film fabularny z 2017 roku w reżyserii Simona Westa, wyprodukowany przez wytwórnię GFM Films. Główną rolę w filmie zagrał Dominic Cooper.

## Fabuła
Brytyjski agent sił specjalnych John Stratton (Dominic Cooper) i jego partner Marty (Tyler Hoechlin) biorą udział w misji w Iranie. Mają za zadanie przechwycić śmiertelną broń biochemiczną. Misja kończy się tragicznie. Po powrocie do bazy mężczyzna zostaje wezwany przez Summer (Connie Nielsen), szefową MI6, która informuje mu, że uznany za martwego, były agent Grigorij Barowski (Thomas Kretschmann) żyje i planuje zemstę. Stratton musi wytropić terrorystę i zapobiec planowanemu zamachowi.

## Obsada
- Dominic Cooper jako John Stratton
- Gemma Chan jako Aggy
- Austin Stowell jako Hank
- Tyler Hoechlin jako Marty
- Tom Felton jako Cummings
- Thomas Kretschmann jako Grigorij Barowski
- Olegar Fedoro jako Siergiej
- Derek Jacobi jako Ross
- Connie Nielsen jako Sumner
- Jake Fairbrother jako Spinks

## Odbiór

### Krytyka
Film John Stratton spotkał się z negatywną reakcją krytyków. W serwisie Rotten Tomatoes 0% z trzydziestu trzech recenzji filmu jest pozytywne (średnia ocen wyniosła 3,2 na 10). Na portalu Metacritic średnia ocen z 10 recenzji wyniosła 26 punktów na 100.